# Fair Oaks Ranch
Fair Oaks Ranch – miasto w Stanach Zjednoczonych, w stanie Teksas, w hrabstwach Bexar, Comal i Kendall.

## Demografia
Według przeprowadzonego przez United States Census Bureau spisu powszechnego w 2010 miasto liczyło 5 986 mieszkańców, co oznacza wzrost o 27,5% w porównaniu do roku 2000. Natomiast skład etniczny w mieście wyglądał następująco: Biali 95,1%, Afroamerykanie 0,7%, Azjaci 1,2%, pozostali 3,0%. Kobiety stanowiły 50,6% populacji.